# キスム (カウンティ)
キスム（スワヒリ語: Wilaya ya Kisumu、ルオ語：Kisumo Pacho）は、ケニア南西部のニャンザ州北東部のカウンティ。中心都市はキスム。面積は2085.9km2、2009年の人口は96万8879人、人口密度は464.5人/km2。
西はビクトリア湖に面する。

## 人口

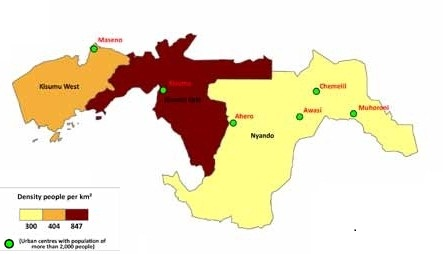
キスム (カウンティ)の人口密度

- 1979年8月24日：48万2327人
- 1989年8月24日：66万4086人
- 1999年8月24日：80万4289人
- 2009年8月24日：96万8909人[1]

## 隣接カウンティ
- 北：ヴィヒガ (カウンティ)
- 北東：ナンディ (カウンティ)
- 東：ケリチョ (カウンティ)
- 南：ホマ・ベイ (カウンティ)
- 西：ウィナム湾（英語版）(ビクトリア湖)
- 北西：シアヤ (カウンティ)[1]

## 主要都市
- キスム：25万9258人（中心都市）[2]

## 語源
キスムはルオ語で「交易所」を表す。

## 地理
東部にナンディ絶壁、中部にカノ平野、西部に向かい丘になっている。カノ平野には肥沃な黒綿土が広がる。主にキシアン地区に多くの残丘が分布する。主にセメ副郡でキトゥ・ミカイが見られる。

## 気候
- 年間平均降水量：1200～1300mm
- キスムは雷雨が多い。
- 雨季の午後の中頃に雨が多い。
- 年間平均気温：23.0℃
- 気温推移：20.0～35.0℃
- 湿度は一年を通して比較的高い[3]。

## 政治
現在の知事であるジャクトン・ラングマに知事選で敗れたルス・オディンガは、第2代首相のライラ・オディンガの妹である。

## 経済

### 漁業

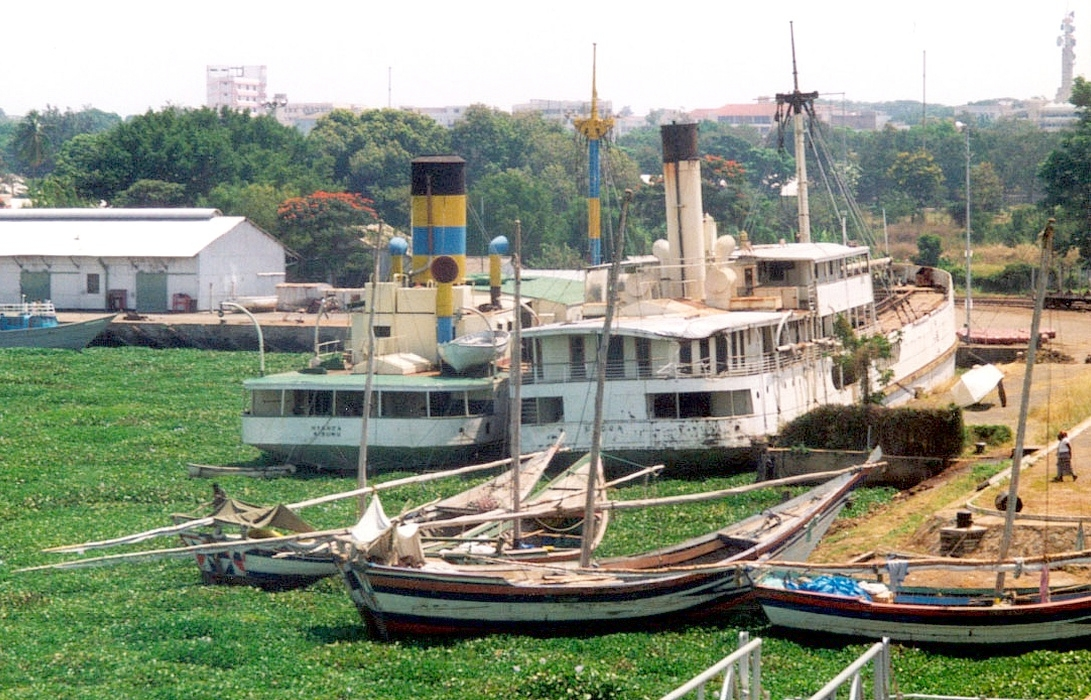
ビクトリア湖の湖面に布袋葵が茂っている。

ビクトリア湖に布袋葵が繁殖したことで、漁獲高が減っている。

### 農業
カノ平野ではニャンド川の水で灌漑を行い米を栽培している。ニャンド川は毎年洪水を起こし多くの住民が行方不明になるが、同時に肥沃な土地をもたらす。カノ平野の北端～東端では砂糖黍を栽培している。他にも大豆や豆、薩摩芋が栽培される。

### 工業
キスム市と周辺地域では軽工業工場が幾つか存在する。繊維や糖蜜、魚や農作物の加工を行っている。キボス町、ミワニ町、チェメリル町、ムホロニ町には砂糖黍工場がある。

### サービス
キスム市はケニア西部の商業の中心地である。

### 交通・通信

#### 交通
- ナイロビ・ボンド道路がある。
- 鉄道の重要結節点である。

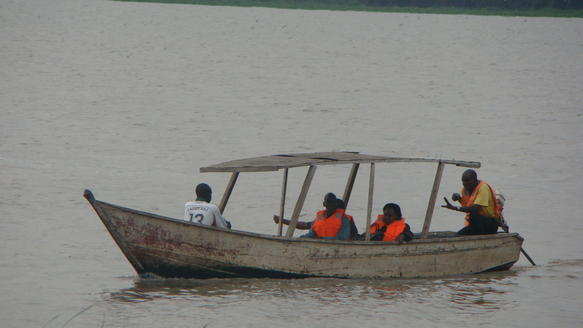
ビクトリア湖の水上交通

- 民間企業が木造船を用いてビクトリア湖で水上交通を提供している。国内だけでなく、タンザニアやウガンダの沿岸都市にも繋がっている。
- キスム国際空港の滑走路は2011年に約3.3kmに延長され、ナイロビやモンバサだけでなく近隣国の空港とも繋がっている。

#### 通信
携帯電話が普及している。
- サファリコム（英語版）
- エアテル・アフリカ（英語版）(バーティ・エアテル)
- オランジュ
- ユ(エッサール・グループ)

の4社が主要通信企業である。

### 観光
- ケニアの「西部観光環」に含まれる。
- ビクトリア湖、及び湖に沈む夕陽
- キトゥ・ミカイ（英語版）
- ンデレ島（英語版）国立公園
- ゴドゥ・メサ
- キスム博物館
- インパラ公園

## 教育

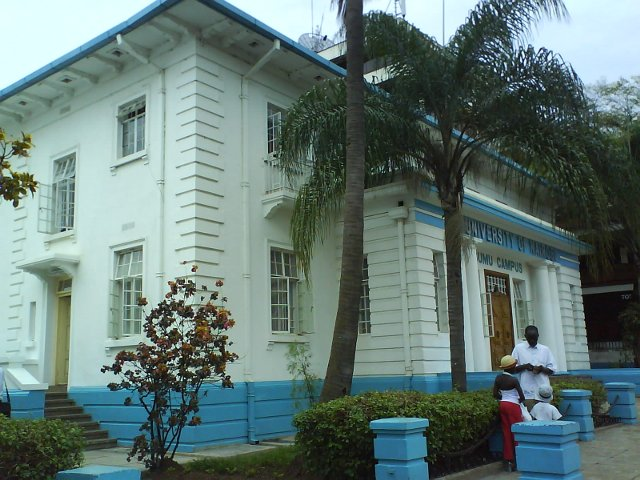
ナイロビ大学キスム・キャンパス

- ナイロビ大学
- マセノ大学
- 大湖大学
- キスム技術大学

## 民族
- ルオ人：カウンティの人口の殆どを占める。国内第3の民族であり、東アフリカでも最大の民族の1つである。
- ルヒャ人（英語版）
- インド人：鉄道建設のために移住し、そのままキスム市に住み着いた。

## 言語
ルオ語が支配的だが、スワヒリ語や英語もカウンティ外の人と話す場合に用いられる。

## 著名人

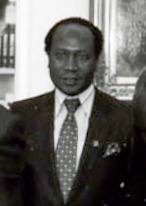
1981年のロバート・オウコ

- ロバート・オウコ（英語版）(Robert Ouko)
  - 1931年3月31日～1990年2月13日
  - 外務大臣(1979年～1983年、1988年～1990年)
- ハニントン・アプド（英語版）(Hannington Apudo)
  - 1942年6月28日～
  - ケニア空軍初の現地人操縦士